# Мозес Гомберг
Мо́зес Го́мберг (8 лютого 1866, Єлисаветград (нині Кропивницький) — 12 лютого 1947, Енн-Арбор, Мічиган, США) — американський хімік-органік.

## Життєпис
Навчався в Єлисаветградській чоловічій гімназії, університеті штату Мічиган.
Доктор філософії (1894), професор хімії.
Через політичні переслідування родина Рєзніків-Гомбергів вимушена була емігрувати до США 1884 року.
Після університету Мозес Гомберг стажувався в Німеччині (Мюнхенський та Гейдельберзький університети).
Під час Першої світової війни займався оборонними дослідженнями у військово-хімічній службі США.
Член Національної академії наук США, Товариства хіміків Нідерландів. Президент Американського хімічного товариства, почесний доктор багатьох університетів. Відзначений медаллю Вілларда Гіббса.
Під час спроб отримати ще більш стерично перевантажений вуглеводень гексафенілетан, він правильно ідентифікував трифенілметильний радикал, перший відкритий стійкий радикал, і тому відомий як засновник радикальної хімії. Пізніше цю роботу продовжив Вільгельм Шленк. Гомберг був наставником Вернера Еммануеля Бахмана, який також продовжив його роботу, і разом вони відкрили реакцію Гомберга-Бахмана.

## Синтез тетрафенілметану
Гомберг першим успішно синтезував тетрафенілметан. Це було досягнуто шляхом термічного розкладання 1-феніл-2-тритилдіазену до бажаного продукту з виходом 2-5 %.

## Пам'ять
Вулиця Мозеса Гомберга у Кропивницькому.
Після своєї смерті в 1947 році Мозес Гомберг заповів свій маєток хімічному факультету Мічиганського університету для створення студентських стипендій. У 2000 році, до сторіччя його статті «Трифенілметил, випадок тривалентного вуглецю», було проведено симпозіум у його пам'ять і встановлено меморіальну дошку в будівлі хімії Мічиганського університету, яка позначає національну історичну хімічну пам'ятку.
У 1993 році хімічний факультет Мічиганського університету започаткував серію лекцій Мозеса Гомберга, щоб надати доцентам можливість запрошувати видатних учених на хімічний факультет.